# مارليس ليه مينيس
مارليس ليه مينيس (بالفرنسية: Marles-les-Mines)‏ هي بلدية تقع في إقليم باد كاليه من منطقة نور با دو كاليه في شمال فرنسا. تبلغ مساحة هذه المدينة 4.55 (كم²)، وترتفع عن سطح البحر 40 م، يبلغ عدد سكانها 5869 نسمة حسب إحصاء المعهد الوطني للإحصاء والدراسات الاقتصادية سنة 2009 م. وترأس Marcel Coffre البلدية خلال فترة (2008-2014).

## أعلام
- أبو لازاريدس